# Llenç (arquitectura)

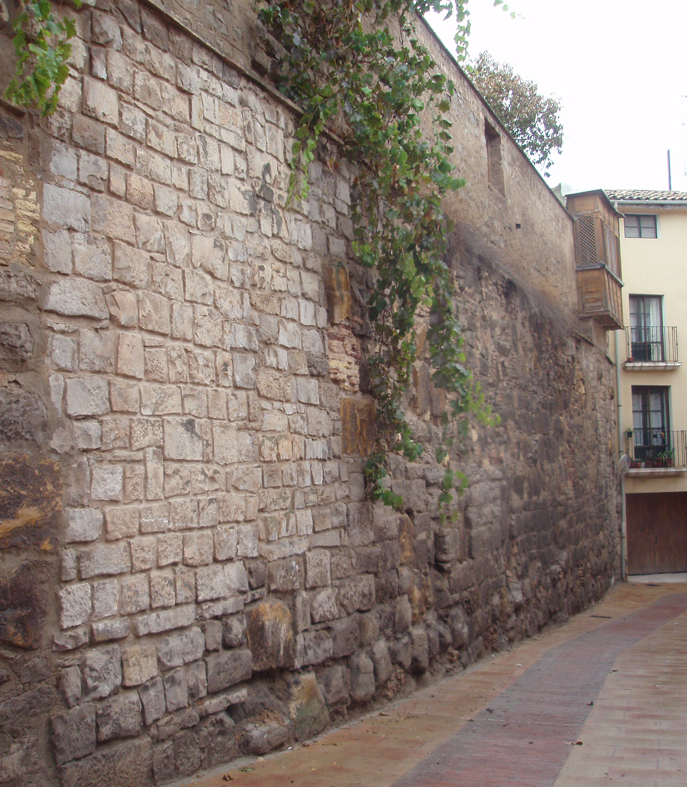
Llenç de la muralla de Granados a Tudela.

Un llenç (denominat també clavenda, cortina, o mur cortina) correspon en arquitectura tant a la façana com a la paret d'un edifici que s'estén des d'un angle a un altre. El llenç és un tram de paret, per regla general comprès entre dues columnes o pilastres, que sol ser una limitació arquitectònica. Cadascun dels costats d'una plaça sol estar compost d'un llenç (denominat també en alguns casos Pavelló).